# Збірна Шотландії з регбі
Збірна представляє Шотландію в міжнародному чоловічому союзі з регбі та перебуває під управлінням Шотландського союзу регбі. Команда бере участь у щорічному Чемпіонаті шести націй та Кубку світу з регбі, що проводиться кожні чотири роки.
Станом на 4 грудня 2022 року, Шотландія посідає 7 місце світового рейтингу з регбі.
Історія команди сягає корінням у 1871 рік, коли шотландська команда з регбі зіграла свій перший офіційний тестовий матч, вигравши 1–0 проти Англії на Raeburn Place. Шотландія брала участь у турнірі п’яти націй, починаючи з першого турніру в 1883 році, вигравши його 14 разів безперервно, включно з останнім турніром п’яти націй у 1999 році. У 2000 році, конкурс прийняв шостого учасника, Італію, таким чином утворивши турнір Шести Націй . Після цієї зміни, Шотландія ще не вигравала. Чемпіонат світу з регбі було запроваджено в 1987 році, Шотландія грала у всіх дев’яти змаганнях, останній був у 2019 році, де їй не вдалося вийти у чвертьфінал.
Шотландська та англійська збірні - затяті суперники, за останні 6 ігор рахунок 5:1 на користь Шотландії , незважаючи на те, що Англія надає набагато більшу підготовку гравців та фінансову підтримку.

## Шотландці кидають виклик
У грудні 1870 року, група шотландських гравців опублікувала лист у газетах The Scotsman  та Bell's Life in London, із закликом зіграти  за правилами регбі в матчі Англії ХХ . Англійці навряд чи могли проігнорувати такий виклик, і це призвело до того, що в понеділок, 27 березня 1871 року, на полі Академічного крикетного клубу на Рейберн Плейс, Единбург, відбувся перший міжнародний матч з регбі. Перед приблизно 4000 глядачами, шотландці виграли завдяки голу Вільяма Кросса, враховуючи один спропу забити гол Англією (система нарахування очок тоді ще не була розроблена, тому лише гол зараховується до рахунку 1—0). Пізніше, Англія взяла реванш, вигравши на Овалі Кеннінгтона в Лондоні наступного року.   

## Кубок Калькутти

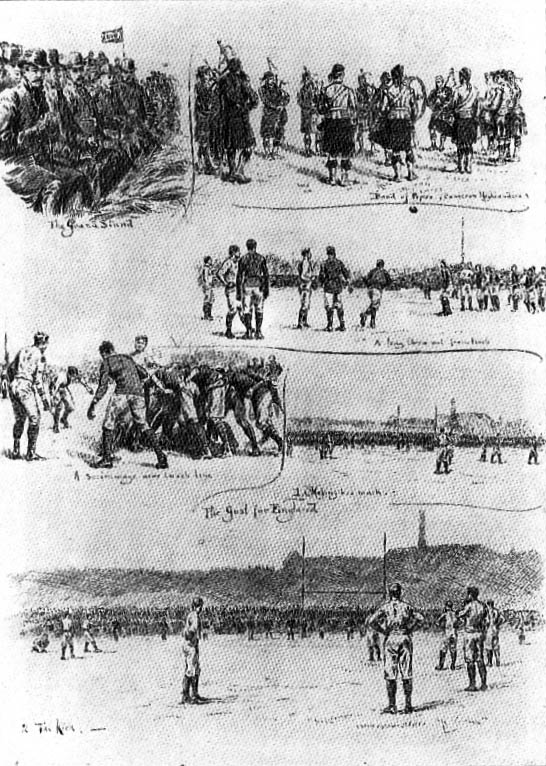
Матч за Кубок Калькутти, 1890 рік

Кубок Калькутти був подарований Союзу регбі у 1878 році членами недовговічного клубу з регбі Калькутти. Члени клубу вирішили розійтись: кубок був виготовлений з переплавлених срібних рупій, коли кошти клубу були зняті з банку. Кубок унікальний тим, що за нього щорічно змагаються лише Англія та Шотландія. Перший матч за Кубок Калькутти був зіграний у 1879 році, і з того часу відбулося понад 100 матчів. 

## Витоки чемпіонату націй
У 1882 році, було засновано Чемпіонат вітчизняних націй, попередник сучасного Чемпіонату шести націй, у якому брали участь Шотландія, Англія, Вельс та Ірландія .  Шотландці мали періодичний успіх у перші роки, вигравши свій перший "Потрійний кубок" у 1891 році і повторивши цей подвиг у 1895 році, а також змагаючись з Вельсом за домінування у першому десятилітті 20-го століття.  У 1901, 1903 і 1907 роках, Шотландія виграла Потрійну корону . Однак тріумф Шотландії в 1907 році став останнім за вісімнадцять років, оскільки Перша світова війна (1914–1918) і домінування Англії згодом позбавили б їх слави. 

## Вітчизняний майданчик
У 1897 році, СФУ придбала землю в Інверлейті, Единбург. Таким чином, СФУ стала першою з Домобудівних спілок, що володіла власною землею. Першими відвідувачами стали ірландці 18 лютого 1899 року (Шотландія 3-9 Ірландія). На "Інверліті" грали в регбі на міжнародному рівні до 1925 року. СФУ викупив частину землі і побудував перший стадіон "Мюррейфілд", який був відкритий 21 березня 1925 року.